# Dance wiv Me
Dance wiv Me è un brano musicale del rapper britannico Dizzee Rascal, pubblicato come primo singolo estratto dall'album Tongue n' Cheek. Il brano, scritto da Calvin Harris, Dylan Mills, Nicholas Detnon e Tyrone Paul, è stato pubblicato il 30 giugno 2008 dalla Dirtee Skank Records.

## Tracce
CD-Maxi 541 / N.E.W.S. N01.2747.124 [be] / EAN 5414165027478
1. Dance Wiv Me (Radio Mix) - 3:24
2. Dance Wiv Me (Extended Mix) - 4:22
3. Dance Wiv Me (Niteryders Remix) - 5:14
4. Dance Wiv Me (Agent X Remix) - 4:24

## Classifiche
| Classifica (2008) | Posizione più alta |
| ----------------- | ------------------ |
| Australia         | 13                 |
| Belgio            | 40                 |
| Germania          | 48                 |
| Irlanda           | 5                  |
| Regno Unito       | 1                  |